# Herbert Nürnberg
Herbert Nürnberg (* 16. Juli 1914 in Kiel; † 24. Juni 1995) war ein deutscher Boxer und Gastronom. Er war als Amateurboxer 1937 und 1939 Europameister im Leichtgewicht.

## Leben und Karriere
Nürnberg gewann viermal die Deutsche Amateurmeisterschaft im Leichtgewicht (1937, 1940, 1941 und 1942), und dreimal erreichte er den zweiten Rang (1939, 1943 und 1944). Er gewann das Internationale Turnier in Berlin 1937 und das Internationale Treffen in Berlin 1938.  
Bei den Boxeuropameisterschaften 1937 in Mailand wurde er Meister vor Nikolai Stepulov aus Estland und Marino Facchin aus Italien. In Dublin bei den Boxeuropameisterschaften 1939 gewann er vor Harald Kanepi aus Estland und Zbigniew Kowalski aus Polen.
Herbert Nürnberg vertrat Deutschland und Europa bei vielen internationalen Wettbewerben. Im Vergleichskampf Europa/USA gewann er 1937 doppelt in Chicago und Kansas City und verlor in Chicago 1938. Er trat für Deutschland an gegen die Länder Italien, Ungarn, Irland, England, Österreich, Polen, Schweden, Finnland, Dänemark, Böhmen und Mähren, Slowakei, Kroatien und Schweiz.
Nach dem Zweiten Weltkrieg startete er im Oktober 1945 eine professionelle Boxkarriere. Bis zu seinem Karriereende 1951 bestritt Nürnberg 74 Kämpfe, von denen er 51 gewinnen konnte, 25 davon durch K. o. In Hamburg wurde er als Wirt der Kiez-Kneipe Zum Goldenen Handschuh bekannt, die er 1953 eröffnete. In dem Roman Der goldene Handschuh (2016) von Heinz Strunk und der gleichnamigen Verfilmung (2019) durch Fatih Akin tritt Nürnberg als Nebenfigur in Erscheinung.